# 茶壩韓家大院
茶壩韓家大院位於四川省廣元市青川縣，文物遺址年代判定為民國。2012年7月16日公佈為第八批四川省文物保護單位。
茶壩韓家大院位於四川省廣元市青川縣茶壩鄉鄉場之上，前店後宅，旁河臨街。該宅院所有房屋全為三層樓房，全木穿逗結構，小青瓦懸山帶轉角屋面。除正房外，其餘房屋均於三層挑出，作欄杆或飛來椅。簷下設雕花吊瓜，立面窗戶全為花窗，樣式繁復，富於變化。內院廂房山面設磚牆、磚柱；大門、側門亦設磚牆、磚柱。圓形拱門，花飾、磚柱腰線，採用西式風格，牆頭，出線，瓦頭又採用中式捶灰雕塑，可謂中、西合壁，崇宏細膩。茶壩韓家大院的平面佈局和建築外觀基本保持了民國末年的風貌，對山地建築工藝、民俗民風提供了重要史實資料具有較高的研究價值和觀賞價值。2010年，茶壩韓家大院被青川縣人民政府公佈為縣級文物保護單位。